# 탄수화물 분해
탄수화물 분해(炭水化物 分解, 영어: carbohydrate catabolism)는 탄수화물이 세포 호흡을 통해 분해되면서 방출되는 에너지를 ATP와 같은 화합물에 저장하는 과정이다. ATP의 생성은 포도당 분자의 산화를 통해 이루어진다. 산화 과정에서 포도당 분자는 전자를 잃어버리고, 전자는 NAD+ 및 FAD로 전달되어 이들을 환원시켜 NADH 및 FADH2를 생성하게 한다. NADH와 FADH2는 전자전달계에서 ATP의 생산을 유도하는 고에너지 전자를 가지고 있다. ATP는 세포의 미토콘드리아에서 생성된다. ATP를 생산하는 방법에는 산소 호흡 및 무산소 호흡 두 가지가 있다. 산소 호흡은 산소를 필요로 한다. 산소 호흡을  통해 포도당 1분자당 약 32ATP를 생성할 수 있다. 무산소 호흡은 산소를 필요로 하지 않는다. 산소가 없으면 발효를 통해 ATP를 생성할 수 있다. 발효에는 알코올 발효와 젖산 발효의 두 가지 유형이 있다.

## 같이 보기
- 탄수화물
- 탄수화물 대사
- 탄수화물 합성